# Dominic Raab
Dominic Rennie Raab (* 25. února 1974 Buckinghamshire) je britský konzervativní politik a právník.

## Původ a život
Narodil se 25. února 1974 v hrabství Buckinghamshire jako syn Jean a Petera Raabových. Jeho otec byl původem žid z Československa, jehož rodina emigrovala do Spojeného království v roce 1938, když mu bylo šest let. Otec byl vedoucím prodeje potravin u obchodního řetězce Marks & Spencer a zemřel na rakovinu v roce 1986. Matka, členka anglikánské církve, vychovávala Dominica v anglikánské víře. Vyrůstal v obci Gerrards Cross v hrabství Buckinghamshire.
Raabova manželka Erika Rey pochází z Brazílie.

## Vzdělání a právnická kariéra
Dominic Raab vystudoval práva na Cambridgeské univerzitě (Jesus College), kde získal magisterský titul LLM. Poté pracoval od roku 1998 po dobu dvou let u mezinárodní advokátní firmy Linklaters v Londýně. Od roku 2000 působil jako diplomat v britském ministerstvu zahraničí (Foreign Office). Pracoval mj. na velvyslanectví v nizozemském Haagu, kde se zabýval otázkou válečných zločinů, a poté v centrále ministerstva, kde byl jedním z týmu pro urovnání konfliktu mezi arabskými státy a Izraelem.

## Politická kariéra
Od 6. května 2010 zasedá Raab v Dolní sněmovně Spojeného království. Od 9. července 2018 do 15. listopadu 2018 zastával úřad ministra pro brexit, vystoupení země z Evropské unie. Roku 2019 neúspěšně kandidoval na post předsedy Konzervativní strany.
Od 24. července 2019 byl Raab ministrem zahraničních věcí Spojeného království v kabinetu premiéra Borise Johnsona. V důsledku dočasného zhoršení zdravotního stavu premiéra Johnsona, hospitalizovaného s nemocí covid-19 6. dubna 2020, byl Raab pro dobu premiérovy neschopnosti vykonávat svůj úřad ustaven jeho zástupcem. V úřadu ministra zahraničí jej 15. září 2021 nahradila Liz Trussová. Raab pak mezi zářím 2021 a zářím 2022 působil jako ministr spravedlnosti, lord kancléř a vicepremiér Spojeného království. Po krátké vládě Liz Trussové se do těchto funkcí vrátil v říjnu 2022 v kabinetu Rishiho Sunaka. Na své funkce rezignoval v dubnu 2023 kvůli výsledkům vyšetřování obvinění z šikany podřízených.